# Pterococcus
Pterococcus é um género botânico pertencente à família Euphorbiaceae.

## Sinonímia
| - Accia A.St.-Hil. - Angostylidium (Müll.Arg.) Pax & K.Hoffm. - Apopandra Pax & K.Hoffm. - Botryanthe Klotzsch - Ceratococcus Meisn. - Elaeophora Ducke - Eleutherostigma Pax & K.Hoffm. | - Fragariopsis A.St.-Hil. - Hedraiostylus Hassk. - Plukenetia L. - Pseudotragia Pax - Sajorium Endl. - Tetracarpidium Pax - Vigia Vell. |

## Espécies
Composto por 10 espécies:
| - Pterococcus africanus - Pterococcus aphyllus - Pterococcus corniculatus - Pterococcus crispus - Pterococcus glaberrimus | - Pterococcus leucocladus - Pterococcus persicus - Pterococcus procumbens - Pterococcus songaricus - Pterococcus tetrapterus |

## Nome e referências
- Pterococcus Hassk.